# Juan Catafau
Juan Antonio Catafau Vignes (Santiago, 19 de abril de 1951) es un exfutbolista profesional chileno que jugaba de delantero. Desarrolló su carrera en equipos de Chile y España.

## Trayectoria
Oriundo de Santiago, de padre catalán y madre chilena. Se formó como jugador en Colchagua, debutó profesionalmente durante el torneo oficial de Segunda División de 1970. Para la temporada siguiente, fue transferido a Green Cross-Temuco de la Primera División, donde jugó hasta 1973, dejando un gran recuerdo en los hinchas del club.
Para 1974, fue transferido a Unión Española por 20 mil dólares, flamante campeón de Primera División, en donde jugó la Copa Libertadores 1974. Luego de rumorearse con transferencias al Cádiz y al FC Barcelona, tras una gira europea con el conjunto hispano luego del Mundial, luego de participar en el Trofeo Ciudad de La Línea, fue transferido al Valencia español, siendo el segundo chileno en jugar por el club tras Higinio Ortúzar. Tras no tener oportunidades de jugar en el conjunto che, debido a problemas burocráticos y poca confianza de los entrenadores, fue cedido al conjunto filial, CD Mestalla, logrando el ascenso a la tercera división española en la temporada 1976-77. Tras jugar 9 partidos y anotar un gol entre amistosos y partidos a nivel regional, la temporada 1977-78 firma por el Getafe Deportivo, donde juega en 9 oportunidades por la segunda división española.
En 1979, se unió por dos meses a Palestino, para regresar a Green Cross-Temuco. En 1981, ficha por Deportes Concepción y en 1982 pasa a Rangers.
Su último equipo fue Ñublense de la Tercera División chilena en 1984.

## Selección nacional
Formó parte de la prenómina mundialista de la selección de Chile con vistas a la Copa Mundial de 1974, más no formó parte de la nómina final.

## Clubes
| Club                   | País   | Año       |
| ---------------------- | ------ | --------- |
| Colchagua              | Chile  | 1970      |
| Green Cross-Temuco     | Chile  | 1971-1974 |
| Unión Española         | Chile  | 1974      |
| Valencia               | España | 1974-1977 |
| → CD Mestalla (cedido) | España | 1975-1977 |
| Getafe Deportivo       | España | 1977-1978 |
| Palestino              | Chile  | 1979      |
| Green Cross-Temuco     | Chile  | 1979-1980 |
| Deportes Concepción    | Chile  | 1981      |
| Rangers                | Chile  | 1982-1983 |
| Ñublense               | Chile  | 1984      |